# Parque Estadual do Pantanal do Rio Negro
O Parque Estadual do Pantanal do Rio Negro foi criado em 5 de junho de 2000 pelo decreto 9.941. Está localizado nos municípios de Aquidauana e Corumbá, estado de Mato Grosso do Sul, região centro-oeste do Brasil. Sua área é de 78.300 hectares.
O objetivo da sua criação é proteger o brejão do Rio Negro, lagoas permanentes e cordões de matas, que é considerado como o berçário de peixes do Pantanal.

## Reservas particulares
Ao redor do parque foram criadas algumas RPPN, que, em conjunto com o Parque Estadual do Pantanal do Rio Negro, constituem um total de 100.000 hectares de áreas de preservação. São elas:
- Fazendinha, com 9.600 hectares,
- Santa Sofia, com 8.000 hectares, e
- Rio Negro, com 7.000 hectares.